# Arik Brauer

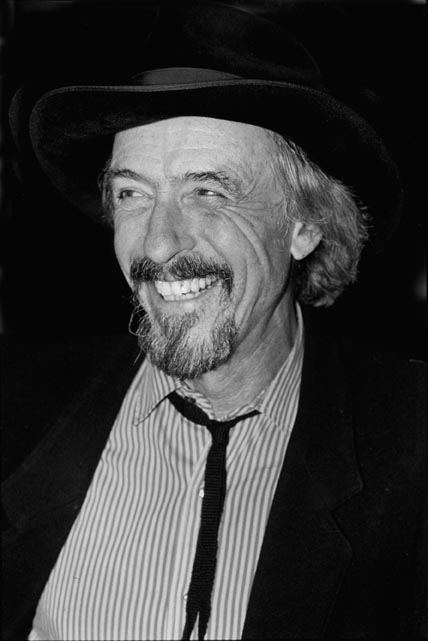
Arik Brauer in der Galerie Latal,
Foto: Monica Boirar, Zürich 1991

Arik Brauer, bürgerlich Erich Brauer (* 4. Jänner 1929 in Wien; † 24. Jänner 2021 ebenda), war ein österreichischer Maler, Grafiker, Bühnenbildner, Sänger und Dichter. Er gilt als einer der Hauptvertreter der Wiener Schule des Phantastischen Realismus.

## Leben und Werk
Brauer wurde als Sohn von Simche Moses Brauer (1881–1944), eines aus Litauen stammenden jüdischen orthopädischen Schuhmachermeisters, und der aus Wien stammenden Hermine Helene Brauer (geb. Sekirnjak) (1896–1987) in Ottakring geboren. Die Eltern hatten sich als überzeugte Anhänger der Ideale des Roten Wien bei einem Kurs im Ottakringer Volksheim kennengelernt. Zunächst die Februarkämpfe 1934, die er als Wurzel seines „lebenslangen Antifaschismus“ sah, und ab 1938 die Herrschaft der Nationalsozialisten beendeten seine unbeschwerte Kindheit im Wien der 1930er Jahre.

„Und dann haben sie mich eben verdroschen… ich hab’ Todesangst gehabt. Ich hab’ geglaubt, die bringen mich jetzt um, und ich war auch ziemlich verletzt. Ich hab’ begriffen, daß ich mich weder wehren kann noch wehren darf. Es sind auch die Passanten herumgestanden. Natürlich, die, die’s nicht sehen wollten, sind weitergegangen, aber die, die’s sehen wollten, sind gestanden, haben Bemerkungen gemacht, haben gelacht. Ich hab’ später natürlich diese ganze Verfolgung miterlebt, aber das war für mich ganz bestimmt der ärgste Einschnitt in meinem Leben.“

Brauers Vater starb in einem Konzentrationslager, er selbst überlebte untergetaucht in Wien in einem Versteck. Nach dem Krieg schloss sich der junge Brauer zunächst der KPÖ an, wandte sich aber bald enttäuscht von der kommunistischen Bewegung ab.

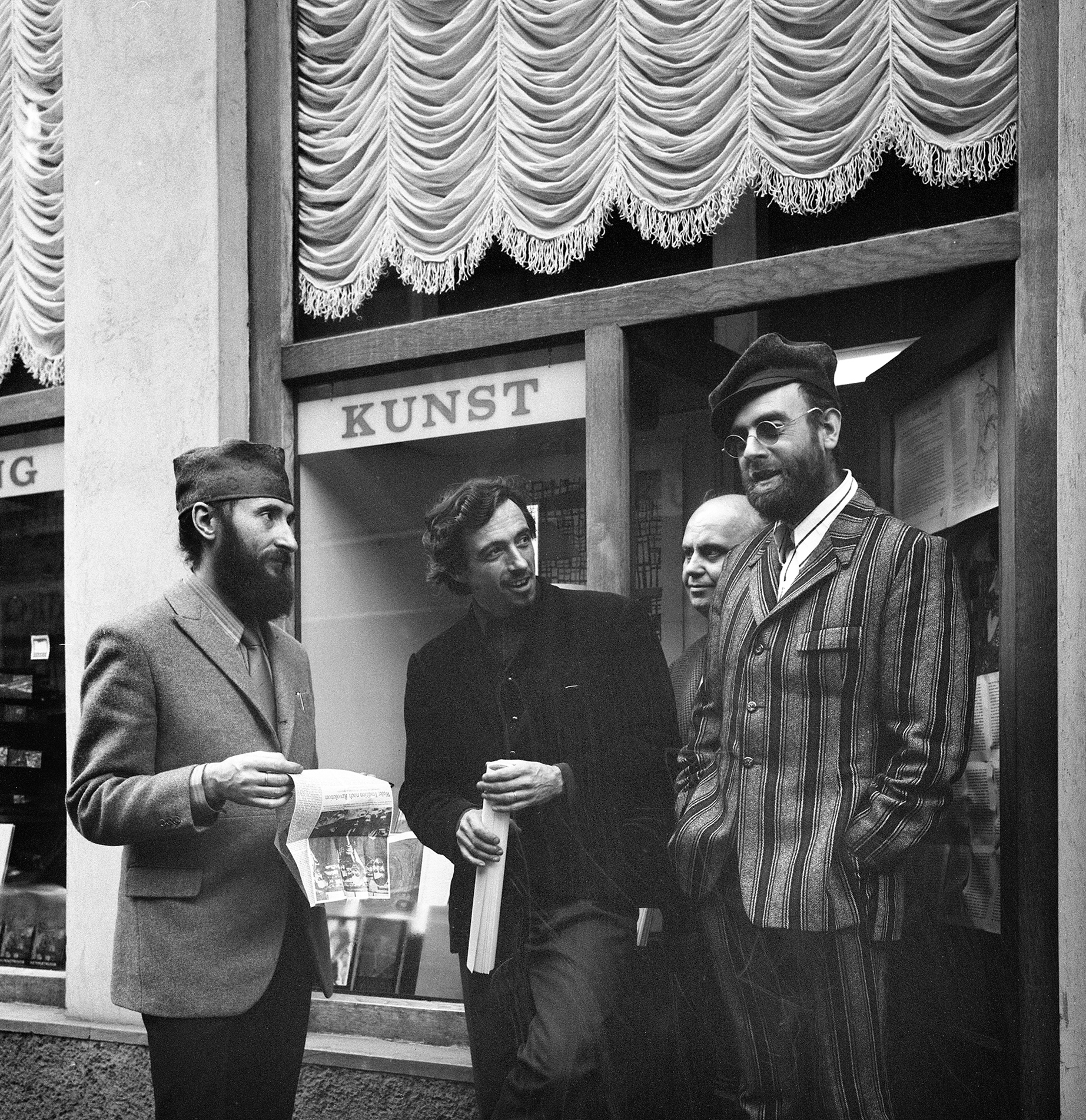
Ernst Fuchs, Arik Brauer, Friedensreich Hundertwasser (1973). Fotograf: Gert Chesi

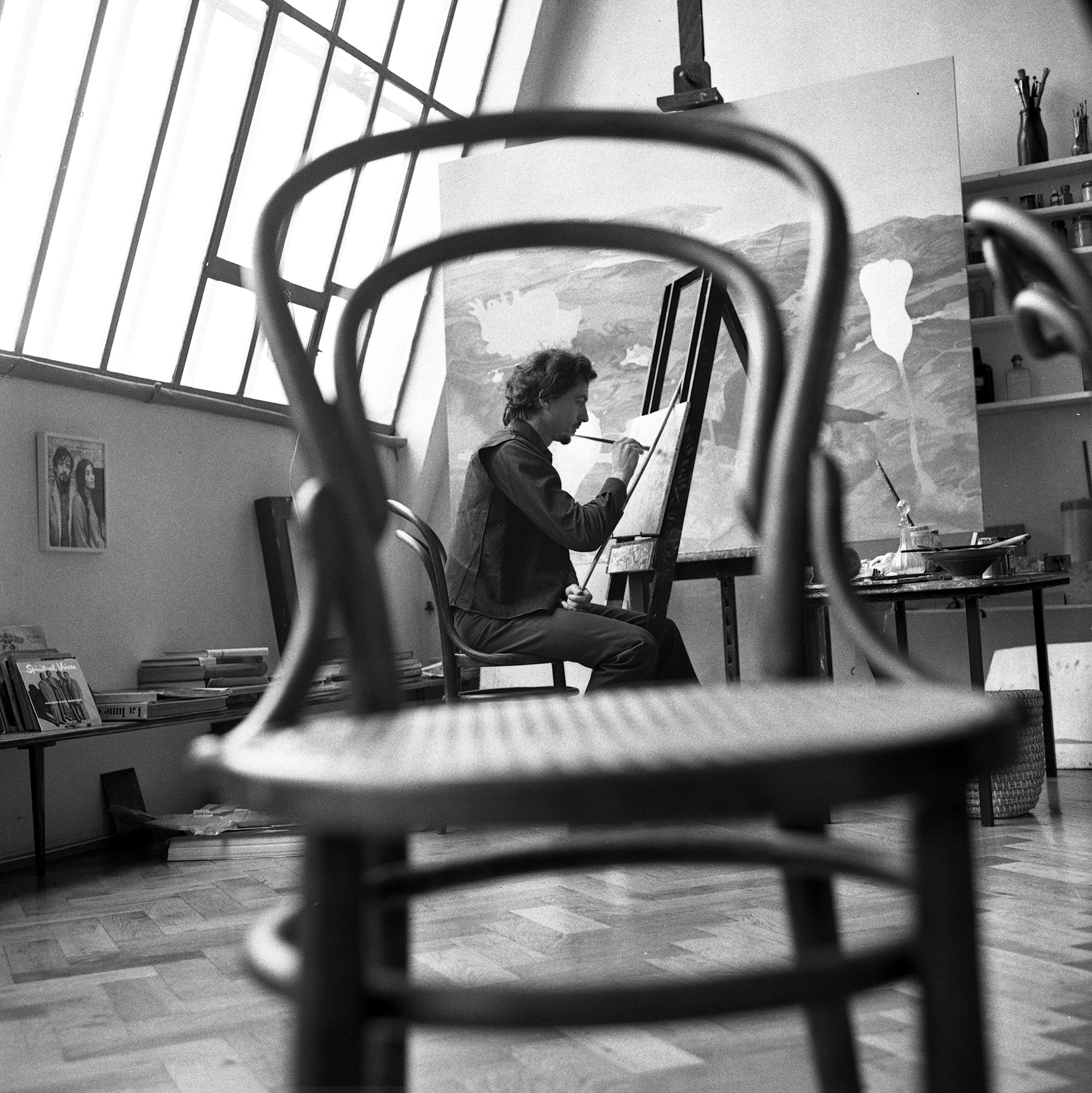
Arik Brauer by Gert Chesi

Bis 1951 studierte Brauer an der Akademie der bildenden Künste Wien bei Robin Christian Andersen und Albert Paris Gütersloh. Während dieser Zeit gründete er mit Ernst Fuchs, Rudolf Hausner, Wolfgang Hutter, Anton Lehmden und Helmut Leherb die Wiener Schule des Phantastischen Realismus. Ab 1947 studierte er zusätzlich Gesang an der Musikschule der Stadt Wien. Zwischen 1951 und 1954 reiste er mit dem Fahrrad durch Europa und Afrika, was er später im Lied Reise nach Afrika verarbeitete. 1954/55 lebte er als Sänger und Tänzer in Israel und trat 1956 als Tänzer im Raimundtheater in Wien auf. Im Jahr darauf heiratete er in Israel Naomi Dahabani, eine Israelin jemenitischer Abstammung, und zog mit ihr nach Paris, wo das Paar als israelisches Gesangsduo Neomi et Arik Bar-Or seinen Lebensunterhalt verdiente. In Paris hatte er seine erste erfolgreiche Einzelausstellung.
Als Brauer 1964 die Pariser Bohème verließ und wieder nach Wien zurückkehrte, genossen die Künstler der Wiener Schule des Phantastischen Realismus bereits große Popularität, und es gab von 1953 bis 1965 eine Weltwanderausstellung. Neben Wien war Brauer ab dieser Zeit auch im Künstlerdorf En Hod in Israel ansässig, wo er aus einer Ruine ein künstlerisch gestaltetes Haus schuf. Seine Friedensreich Hundertwasser nahestehende Auffassung von Architektur fasste er in dem Lied Glaub nicht an das Winkelmaß und wohn in einem runden Haus zusammen. Zu dieser Zeit begann er auch Bühnenbilder für die Wiener Staatsoper (Medea von Luigi Cherubini, 1972; Regie August Everding), das Opernhaus Zürich, das Theater an der Wien und die Pariser Oper (Die Zauberflöte von Wolfgang Amadeus Mozart, 1977; Regie Horst Zankl, Dirigent Karl Böhm) zu gestalten.
Bereits in Paris hatte ihn H. C. Artmann bei einem Besuch ermutigt („Burli, des muasst mochen“), seine im Wiener Dialekt verfassten Lieder öffentlich zu machen. Im Dialekt schrieb er, wie er erklärte, weil das „die Sprache der Arbeiterklasse“ ist, in der „die Poesie der Straße“ liegt. Die Gesangskarriere Brauers erreichte in den 1970er Jahren ihren Höhepunkt. Für ihn kam der Erfolg überraschend und unerwartet. Er hatte sich nie als Pop-Sänger gesehen, sondern als Maler. Mit Liedern wie Sie hab’n a Haus baut und Sein Köpferl im Sand („Hinter meiner, vorder meiner“) auf der Langspielplatte Arik Brauer, 1971, oder der Langspielplatte Sieben auf einen Streich 1978 wurde Brauer zu einem der Väter des Austropop in dessen politisch engagierter Ausrichtung. Ab 2000 trat er mit seinen Töchtern und Elias Meiri als Die Brauers auf.
1986 bis 1997 war Arik Brauer ordentlicher Professor an der Akademie der bildenden Künste in Wien. 1991 begann er mit der künstlerischen Gestaltung des 1994 fertiggestellten Arik-Brauer-Hauses im 6. Wiener Gemeindebezirk Mariahilf. 2002 erhielt er den Auftrag der Botschaft Österreichs in Berlin zur Gestaltung des österreichischen Buddy Bär.

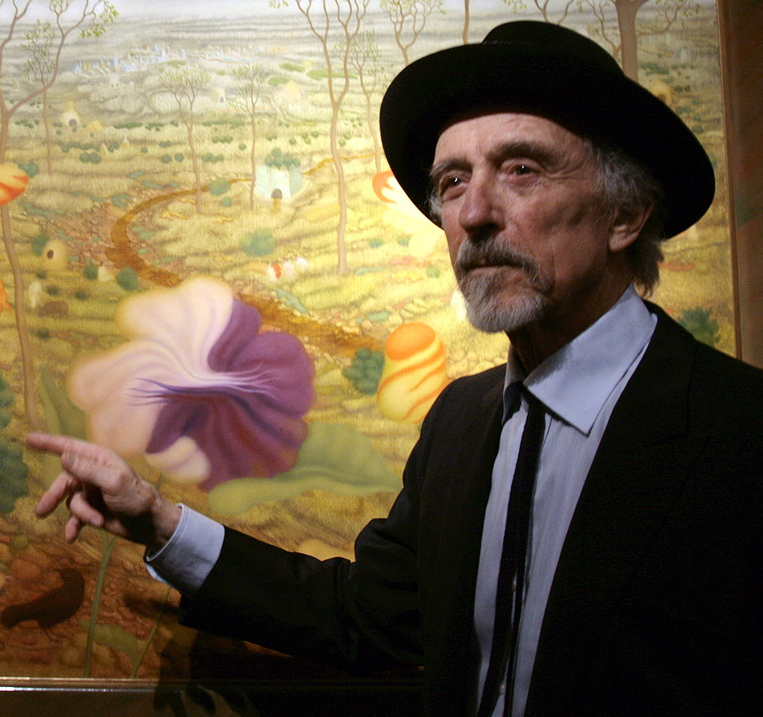
Arik Brauer (Wien 2009)

Kennzeichnend für das künstlerische Werk Brauers sind die farbenfrohen Flächen, die detaillierte Kleinarbeit und die Einbindung aktueller politischer Ereignisse in Bilder mit traum- und märchenhafter Atmosphäre, wobei Einflüsse von Pieter Bruegel dem Älteren sowie orientalischer Miniaturmalerei zu verzeichnen sind.

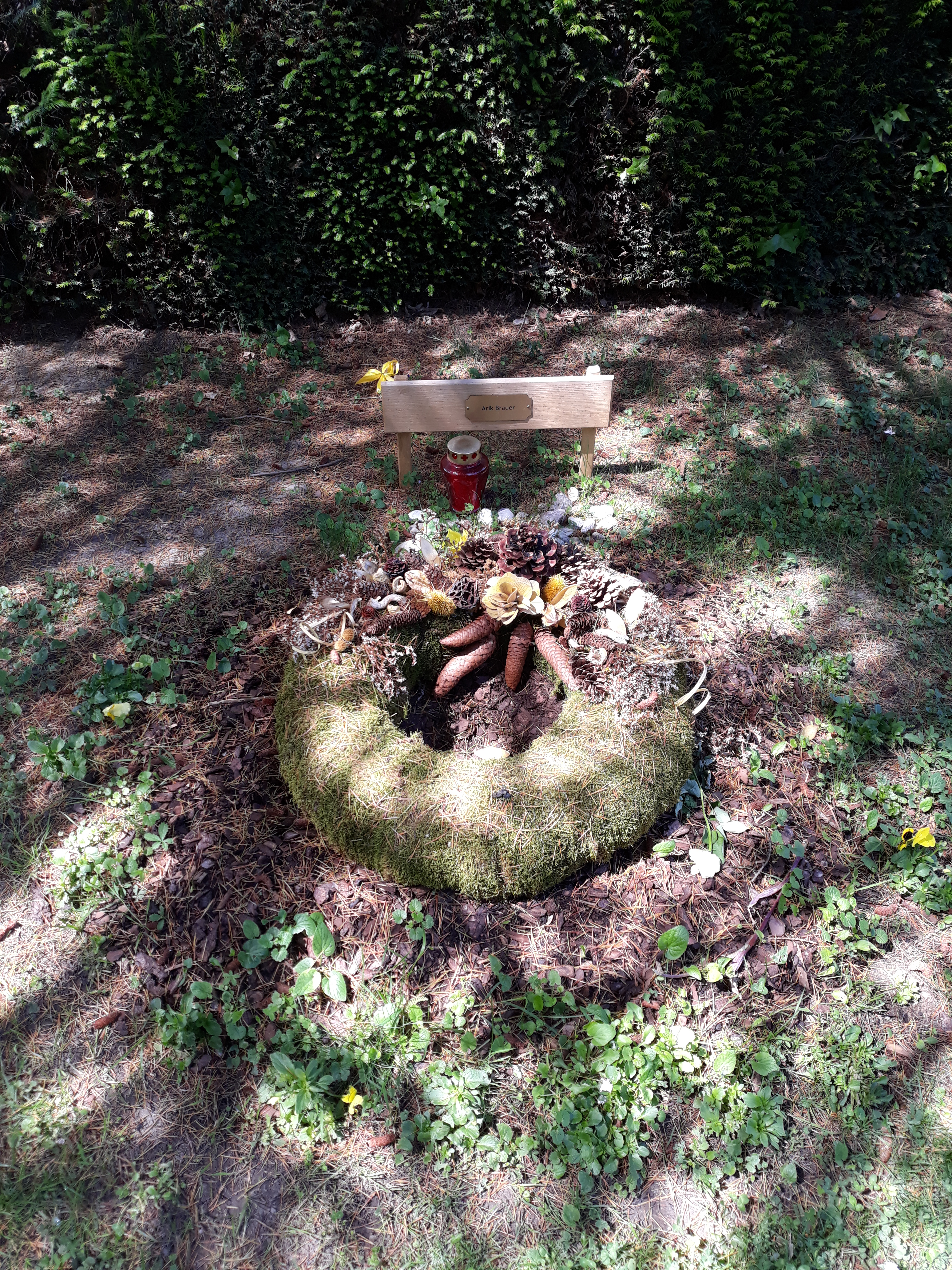
Ehrengrab von Arik Brauer auf dem Zentralfriedhof Wien (vorläufiger Zustand)

Für Diskussionen sorgten Aussagen Brauers 2018 in einer Im-Zentrum-Sendung des ORF anlässlich des 80. Jahrestages des „Anschlusses“ Österreichs an das nationalsozialistische Deutsche Reich 1938. Dort hielt er fest, dass ihm als Juden heute der Antijudaismus muslimischer Flüchtlinge mehr Sorgen bereitet als der heimischer Neonazis. In anschließenden Interviews danach gefragt, erklärte er, dass seiner Einschätzung nach „die Mehrheit der arabischen Muslime die Juden hassen“, weil sie sich vom Staat Israel gedemütigt fühlten. Er nehme das aber gar nicht persönlich, denn „sie wurden so erzogen, und vielleicht würde ich das an ihrer Stelle auch so sehen“. In Bezug auf die zu dieser Zeit aktuelle „Liederbuch-Affäre“ um Gesangsbücher mit antisemitischen Liedern einer Wiener Neustädter Burschenschaft meinte er, es wäre „bestimmt nicht einer dieser Fechter, die da so ein Lied singen“, die ihn umbringen würden. Als im selben Jahr das Mauthausen Komitee anlässlich der internationalen Befreiungsfeier des KZ Mauthausen, zu der gewöhnlich die österreichische Regierung geschlossen erscheint, die FPÖ-Vertreter der Bundesregierung Kurz I ausgeladen und sich auf einen Beschluss aus den 1960er-Jahren berufen hatte, kritisierte Brauer diesen Boykott und nannte ihn einen „großen Fehler“. Er erklärte seine Haltung damit, dass „ja nicht jene Vertreter nach Mauthausen kommen würden, die im Verdacht des Antisemitismus stehen, sondern jene FPÖ-Politiker, deren historische Aufgabe es ist, die FPÖ zu einer demokratischen Partei zu formen“. Für diesen Umbruch sah er zu dem Zeitpunkt die „ersten Anzeichen“.

### Familie
Arik Brauer war Vater von Timna Brauer, Ruth Brauer-Kvam und Talja. Er verstarb im Jänner 2021 im Alter von 92 Jahren in Wien im Kreis seiner Familie. Diese berichtet von den letzten Worten Brauers wie folgt: „Ich war so glücklich mit meiner Frau, mit meiner Familie, mit meiner Kunst und meinem Wienerwald. Aber es gibt eine Zeit, da lebt man, und es gibt zwei Ewigkeiten, da existiert man nicht.“ Er wurde auf dem Zentralfriedhof im von der Stadt Wien ehrenhalber gewidmeten Grab Gruppe 33G, Nummer 13 beigesetzt.

### Arik-Brauer-Villa
Im Untergeschoß seiner Villa im Währinger Cottage befindet sich seine Kunstsammlung.

## Auszeichnungen
- 1979: Preis der Stadt Wien für Bildende Kunst[14]
- 2002: Österreichischen Ehrenkreuz für Wissenschaft und Kunst I. Klasse[14]
- 2011: Goldenes Ehrenzeichen für Verdienste um das Land Wien[15]
- 2015: Amadeus Austrian Music Award für das Lebenswerk[6]
- 2018: Großes Goldenes Ehrenzeichen für Verdienste um die Republik Österreich[16]
- 2019: Fritz-Csoklich-Demokratiepreis[17]

Seit 2022 verleiht die Website Mena-Watch den Arik-Brauer-Publizistikpreis.

## Ausstellungen (Auswahl)
- 1974: Wien achtzehn (Ölbilder und Graphik), Bezirksmuseum Währing[18]
- 1978: Mappenwerke und Einzelgrafik, Heimatmuseum Purkersdorf, 18. – 31. Oktober 1978[19]
- 1985: Sieben Künstler malen Zeitgeschichte (Gemeinschaftsausstellung mit Werken von Friedl Dicker, Georg Eisler, Hans Escher, Alfred Hrdlicka, Heinrich Sussmann und Alfons Walde), Gedenkstätte Mauthausen[20]
- 1991: Galerie Latal, Zürich
- 2003: Schieß nicht auf die Blaue Blume ...! Kunst Haus Wien, 11. September 2003 – 18. Januar 2004
- 2009: Arik Brauer und die Bibel – Zum 80. Geburtstag, Dom Museum Wien[21]
- 2014: Von Generation zu Generation. Die neue Haggada von Arik Brauer, Jüdisches Museum Wien, 22. Jänner 2014 – 9. Juni 2014
- 2014/15: Arik Brauer - Gesamt.Kunst.Werk Leopold Museum, 14. November 2014 – 16. Februar 2015
- 2019: Arik Brauer. Alle meine Künste, Jüdisches Museum Wien, 3. April 2019 – 20. Oktober 2019[22]
- 2019: Arik Brauer. Phantastisch-Realistisch. Ein Lebenswerk, Kunsthalle Erfurt, 4. August 2019 – 27. Oktober 2019[23]

## Werke (Auswahl)

### Bildende Kunst
- Vogelfang, 1962
- Turm aus gebrannter Erde, 1962/63
- Der Regenmacher vom Karmel, 1964

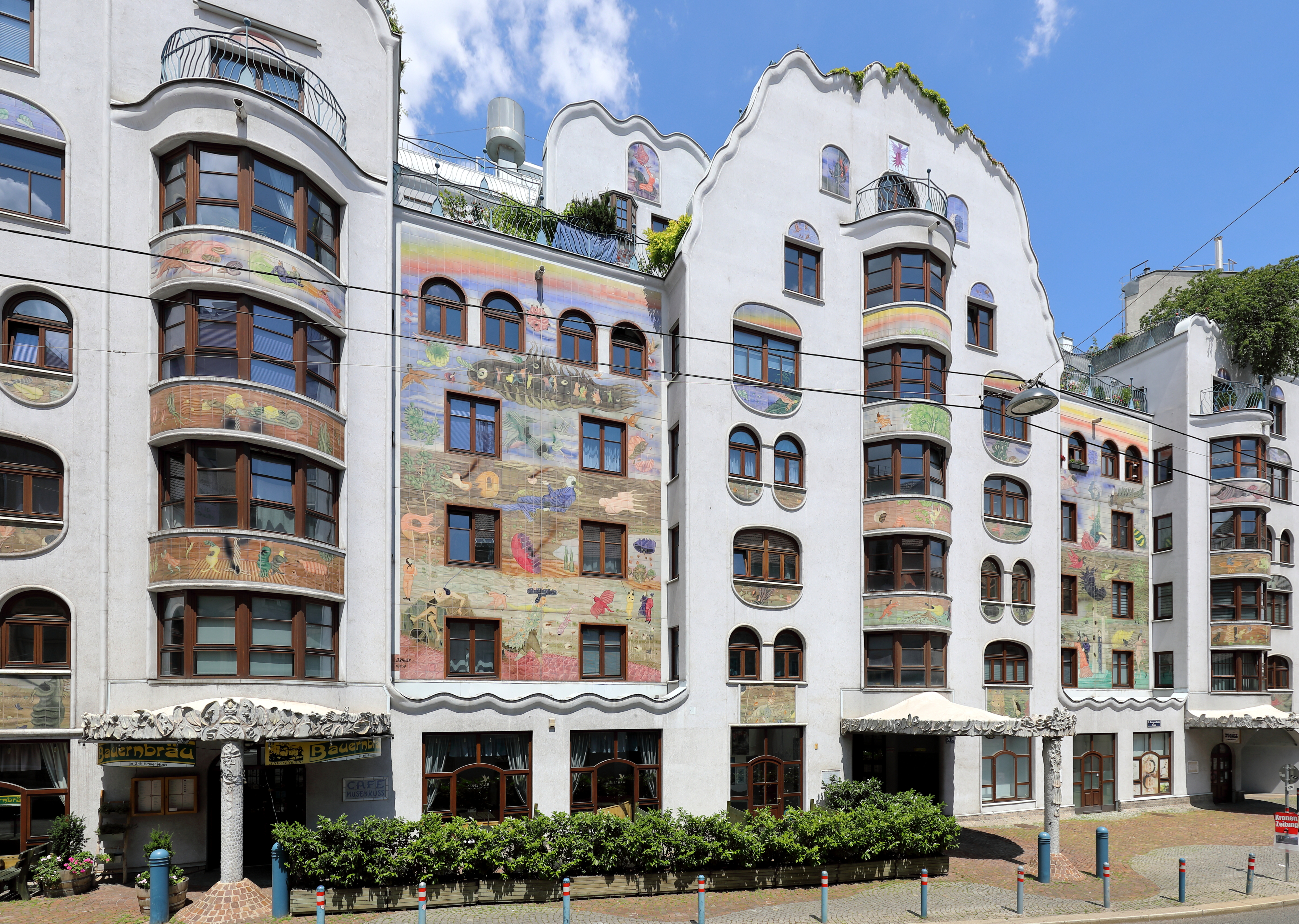
Arik-Brauer-Haus

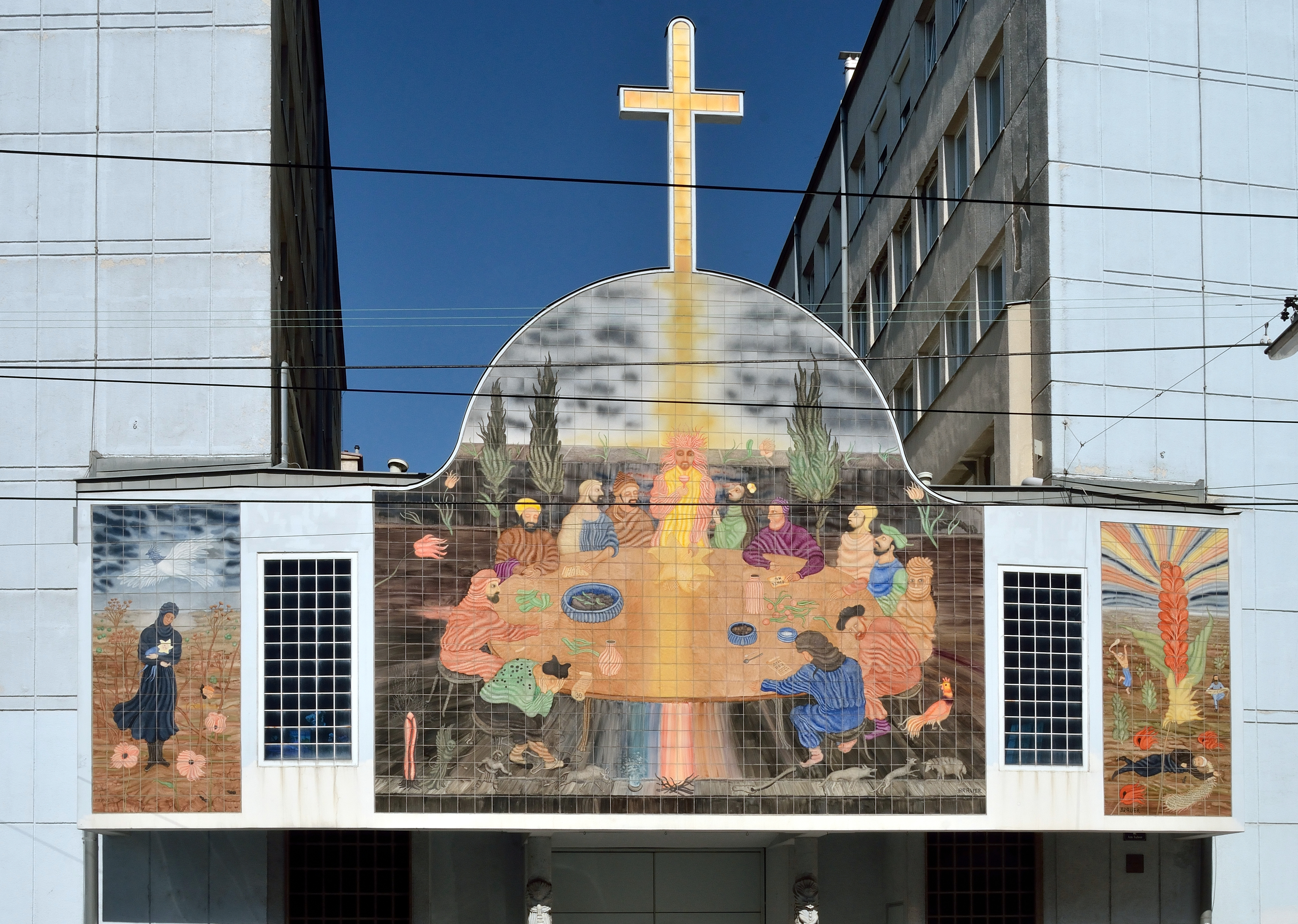
Keramikmalerei Das letzte Abendmahl von Arik Brauer an der Fassade der Pfarrkirche am Tabor in der Wiener Leopoldstadt

- Die Verfolgung des jüdischen Volks, Zyklus, ab 1973
- Menschenrechte, 1975 (Zyklus von Farbradierungen)
- Bühnenbilder und Kostüme zur Zauberflöte von Wolfgang Amadeus Mozart an der Pariser Oper, 1975
- Mein Vater im Winter, 1983
- Sesam öffne dich, 1989 (Fernsehspiel mit Tochter Timna Brauer)
- Arik-Brauer-Haus in Wien 6, Gumpendorfer Straße 134/136, fertiggestellt 1993
- Fassade der Pfarrkirche Am Tabor in Wien 2, 1996
- Fassade der Zwi-Perez-Chajes-Schule in Wien 2, Castellezgasse 35 (am Augarten)
- Fassade des Rathauses in Voitsberg (Steiermark) 2002
- Schieß nicht auf die blaue Blume, 2003
- Friedensverhandlung, 2003
- Adam im Feuerwind, 2003
- Sommernacht, 2003
- Denkmal für das Außenlager Wiener Neudorf des KZ Mauthausen, 2014

### Fotogalerie Denkmal KZ Mauthausen

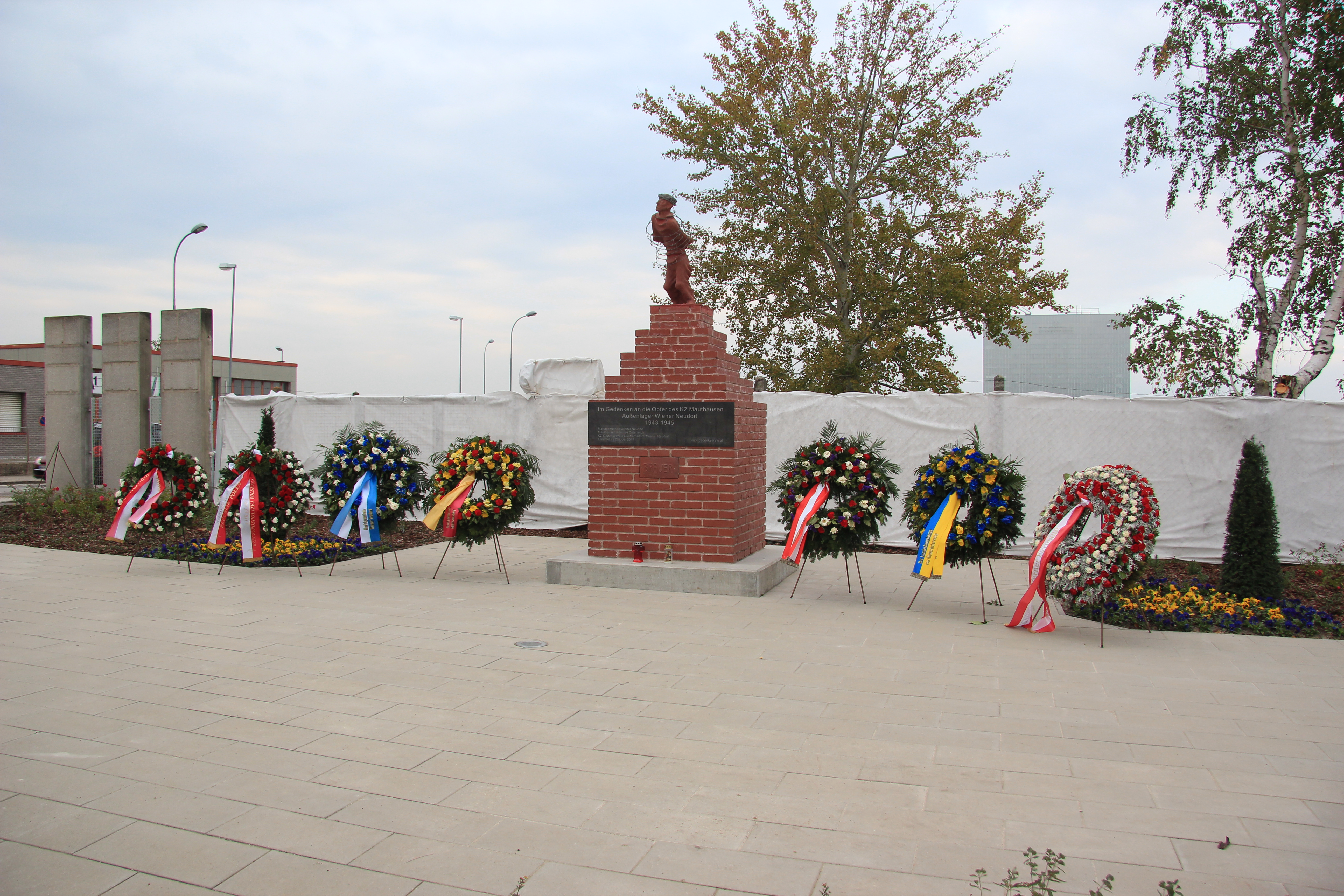
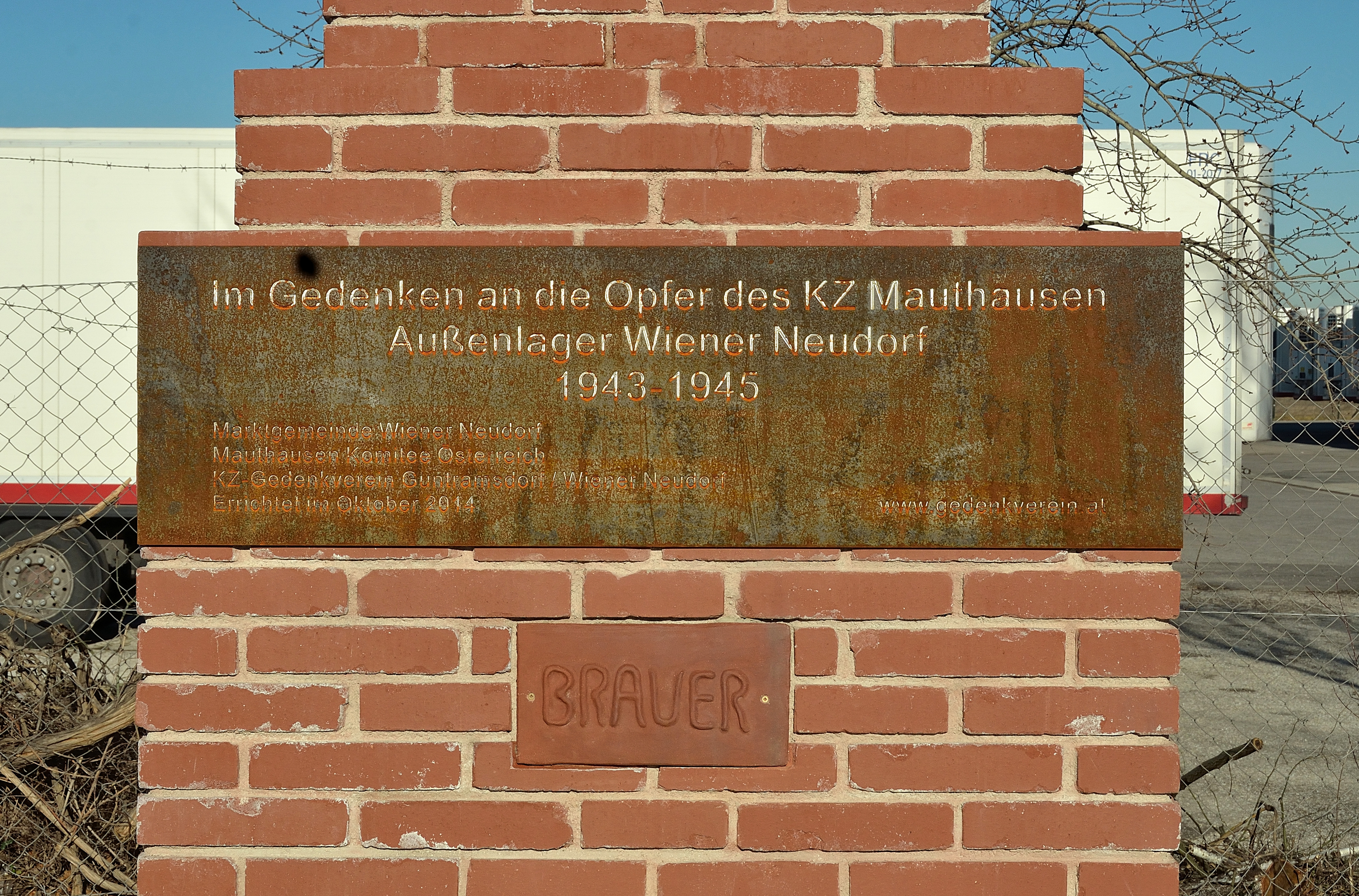
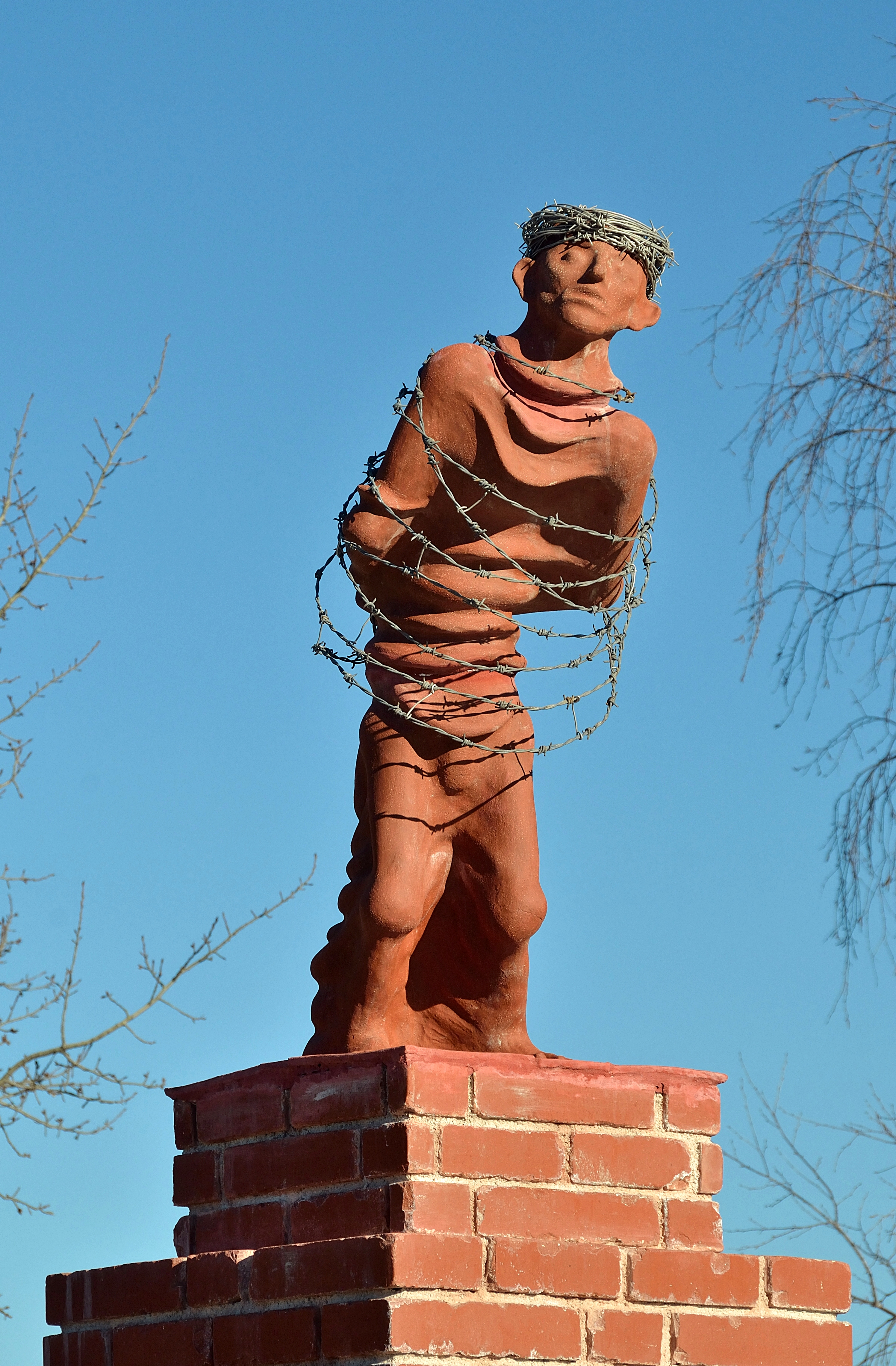

### Buchveröffentlichungen (Auswahl)
- A Jud und keck a no, Amalthea Signum Verlag, Wien 2019, ISBN 978-3-99050-148-1.
- Das Alte Testament. Erzählt von Arik Brauer. Mit 60 Zeichnungen. Amalthea Signum Verlag, Wien 2018, ISBN 978-3-99050-127-6.
- Franz Smola, Alexandra Matzner (Hrsg.): Arik Brauer – Gesamt.Kunst.Werk (Ausst.-Kat. Leopold Museum, Wien 14. November 2014 – 16. Februar 2015), Wien 2014.
- Arik Brauer: Die Farben meines Lebens. Erinnerungen. Amalthea, Wien 2014, ISBN 978-3-85002-893-6.
- Arik Brauer: Die Farben meines Lebens. Erinnerungen. Amalthea, Wien 2006, ISBN 3-85002-562-4.
- Arik Brauer: Der Teufel und der Maler. Signierte Vorzugsausgabe. Ein Satyrikon (Zeichnungen). Amalthea, Wien 2000, ISBN 3-85002-453-9.
- Arik Brauer: Arik Brauer (Bildband). Brandstätter, Wien 1998, ISBN 3-85447-810-0.
- Arik Brauer: Werkverzeichnis. Harenberg Komm., Dortmund 1992, ISBN 3-88379-427-9.
- Arik Brauer: Die Ritter von der Reuthenstopf (Kinderbuch). Betz, München 1986, ISBN 3-219-10366-9.
- Arik Brauer: Die Pessach-Haggada/„Seder haggada sel pesah“. Piper, München 1979, ISBN 3-492-02502-1 (deutsch/hebräisch).
- Martin Buber, Arik Brauer: XX Chassidische Erzählungen (Ausstellungskatalog). Sydow Fine Art, Frankfurt am Main 1978, ISBN 3-921520-04-5.
- Brauer. Jugend und Volk, Wien 1972. („Die schönsten Bücher Österreichs 1972“)

### Theater
Sieben auf einen Streich, Singspiel. Uraufführung bei den Wiener Festwochen 1978, Regie: Samy Molcho

### Diskografie

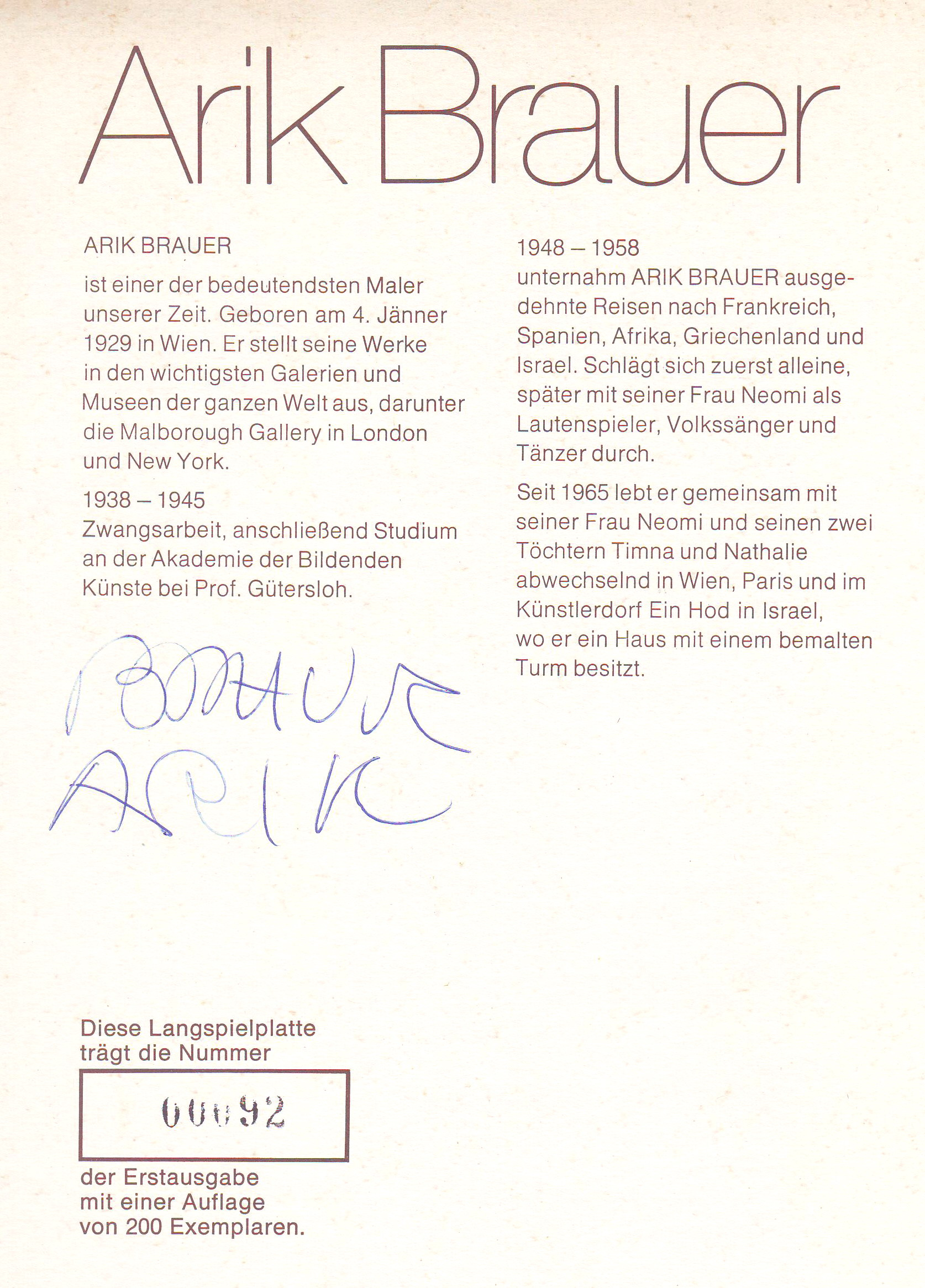
Arik Brauer – Signatur der Langspielplatte Arik Brauer (1971)

- um 1960: Chants d’Israel par Neomi et Arik Bar-Or, disques BAM, Paris, LP
- 1965: Brauer singt seine Malerei. Galerie Peithner-Lichtenfels, Single
- 1968: Brauers Liedermappe, Galerie Sydow, LP – unter Erich Brauer erschienen
- 1971: Arik Brauer, Polydor in Coproduktion mit dem ORF, LP, DE: ×2Doppelgold , Verkäufe: + 500.000[25]
- 1973: Alles was Flügel hat fliegt, Polydor, LP
- 1973: Petroleumlied / Das goldene Nixerl, Polydor, Single
- 1978: 7 auf einen Streich, LP
- 1984: Poesie mit Krallen, Joram Harel Management, LP – zusammen mit Tochter Timna
- 1985: Au – Lieder von Arik Brauer begleitet von Toni Stricker, Hanniphon, LP – zu Hainburg
- 1987: Schattberglied / Schattbergsong, Amadeo, Single
- 1988: Die Ersten, Polydor, CD-Wiederveröffentlichung von Arik Brauer
- 1988: Geburn für die Gruam? Amadeo, LP, CD, MC
- 1989: Farbtöne, CD
- 1994: Von Haus zu Haus, Dino Music, CD – mit Timna Brauer und Elias Meiri
- 1998: Master Series, Polydor/PolyGram, CD
- 1999: Die Brauers, „Adam & Eve“ Studio, CD – Die Brauers
- 2000: Motschkern Is Gsund, Timna Brauer, CD